# Trirhithrum psychotriae
Trirhithrum psychotriae är en tvåvingeart som beskrevs av White 2003. Trirhithrum psychotriae ingår i släktet Trirhithrum och familjen borrflugor.
Artens utbredningsområde är Kamerun. Inga underarter finns listade i Catalogue of Life.